# Dave (album, 1975)
Pour les articles homonymes, voir Dave.
 (novembre 2016).
Si vous disposez d'ouvrages ou d'articles de référence ou si vous connaissez des sites web de qualité traitant du thème abordé ici, merci de compléter l'article en donnant les références utiles à sa vérifiabilité et en les liant à la section « Notes et références ».
Albums de Dave
Le Premier 33T de Dave
(1974) Tant qu'il y aura...
(1976)
Singles
1. Trop beau (Sugar Baby Love)
Sortie : juin 1974
2. Vanina
Sortie : octobre 1974
3. Mon cœur est malade
Sortie : mars 1975
4. Dansez maintenant
Sortie : juillet 1975
5. Du côté de chez Swann
Sortie : septembre 1975
6. Ophélie
Sortie : janvier 1976

Dave est le deuxième album studio de Dave. C'est surtout le premier album de Dave sorti chez CBS en 1975.
Lors des diverses rééditions, il est également appelé Premier Album, car cet album sort après celui proposé chez Barclay l'année précédente, intitulé Le Premier 33T de Dave (qui est en grande partie une compilation avec des chansons sorties entre 1969 et 1971).
Après une dizaine d'années de tentatives sans succès avec ses propres compositions, Dave a décroché, en 1974, un tube européen avec la reprise de Sugar Baby Love des Rubettes, qui sortira en version originale, ainsi qu'en adaptation dans plusieurs langues. Exploitant la formule, la maison de disques sort ultérieurement une reprise de Runaway de Del Shannon, qui connaît également un grand succès. Ces deux titres se retrouveront sur l'album, qui, curieusement, puisque Dave, d'origine néerlandaise, parle aussi bien l'anglais que le français, ne comportera que des chansons en français, faisant ainsi l'impasse sur une carrière à l'étranger.
Les textes sont de Patrick Loiseau, et on note, en marge des chansons d'amour pour adolescentes, quelques références littéraires, comme Marcel Proust ou Shakespeare, plutôt inhabituelles dans la variété de l'époque.

## Liste des titres
| No  | Titre                                | Durée |
| --- | ------------------------------------ | ----- |
| A1. | Du côté de chez Swann                | 3:01  |
| A2. | Mon cœur est malade                  | 3:13  |
| A3. | Après tout                           | 2:50  |
| A4. | Il n'y a pas de honte à être heureux | 2:44  |
| A5. | Ophélie                              | 2:49  |
| A6. | Vanina                               | 3:11  |
| B1. | Dansez maintenant                    | 2:58  |
| B2. | Amoureux                             | 2:50  |
| B3. | N'importe quoi pour toi              | 3:06  |
| B4. | Fais-moi l'amour                     | 3:17  |
| B5. | Dimanche avec toi                    | 2:45  |
| B6. | Trop beau (Sugar Baby Love)          | 3:49  |

## Classements
| Classements (1975) | Meilleure position |
| ------------------ | ------------------ |
| France             | 2                  |

## Précisions
- La version de Trop beau (Sugar Baby Love) qui apparaît sur l'album est un montage entre le début de la version française (deux premiers couplets) et la fin de la version  anglaise (passage parlé, deux derniers couplets).
- Après tout est une adaptation de Fame (Jack Robinson, Gil Slavin) également reprise par Grace Jones en 1978.
- Dansez maintenant est une adaptation de Moonlight Serenade (popularisée par Glenn Miller en 1939). Cette chanson sera reprise sur l'album suivant, dans une version plus lente.
- Amoureux est une adaptation de "Secret love", (Paul Francis Webster & Sammy Fain) chantée en 1954 par Doris Day.

Six 45 tours seront extraits de cet album :
- Trop beau / Tu ne mérites pas ta chance
- Sugar Baby Love / The same song (version anglaise du précédent)
- Vanina / Mille et une vies (face A d'un premier 45 tours envisagé par CBS, mais supprimé pour laisser place à "Trop beau" : Mille et une vies / La femme de pierre)
- Runaway / Mother earth is dead (version anglaise du précédent)

Ces deux 45 tours sortiront également en allemand et en espagnol, mais ces disques seront réservés à leurs marchés nationaux.
- Mon cœur est malade / Pleure
- Dansez maintenant / Dimanche avec toi
- Du côté de chez Swann / Fais-moi l'amour (cette nuit c'est toi qui m'aime)
- Ophélie / Il n'y a pas de honte à être heureux